# Amphictis
Amphictis és un gènere extint de mamífers carnívors de la família dels prociònids que visqueren a Europa entre l'Oligocè i el Miocè. Se n'han trobat restes fòssils a Alemanya, els Estats Units, França i Hongria.